# 嘉南勇士
嘉南勇士是一支隸屬台灣大聯盟的球隊，1997年以嘉義縣立棒球場為主場地。球隊建立之初，由年代公司認養，以年代旗下的影音製品經銷商勇士物流為名。2000年，年代公司接手雷公之後，和遠傳電信簽訂一年的認養契約。2001年與愛之味簽約，以愛之味旗下的網客飲料為名，更名為嘉南網客勇士隊；但因五年勇士隊戰績仍不佳，愛之味也不願意再贊助勇士隊。勇士隊於2002年無公司贊助，更名為嘉南勇士隊。

## 歷年戰績
| 年度   | 總教練 | 名次 | 出賽 | 勝 | 敗 | 和 | 勝率 | 勝差 | 備註     |
| ------ | ------ | ---- | ---- | -- | -- | -- | ---- | ---- | -------- |
| 1997年 |        | 1    | 96   | 53 | 42 | 1  | .558 | ―    | 年代勇士 |
|        | 趙士強 |      | 91   | 49 | 41 | 1  | .544 |      | 年代勇士 |
|        | 杜福明 |      | 5    | 4  | 1  | 0  | .800 |      | 年代勇士 |
| 1998年 | 杜福明 | 2    | 108  | 57 | 48 | 3  | .543 | 4.0  | 年代勇士 |
| 1999年 | 杜福明 | 3    | 84   | 40 | 42 | 2  | .488 | 8.5  | 年代勇士 |
| 2000年 | 希爾頓 | 3    | 84   | 37 | 45 | 2  | .451 | 15.0 | 遠傳勇士 |
| 2001年 | 杜福明 | 4    | 60   | 13 | 47 | 0  | .217 | 30.5 | 網客勇士 |
| 2002年 | 希爾頓 | 4    | 72   | 29 | 41 | 2  | .414 | 17.5 |          |

## 隊名沿革
- 元年：嘉南年代勇士（1997年—1999年）
- 四年：嘉南遠傳勇士（2000年）
- 五年：嘉南網客勇士（2001年）
- 六年：嘉南勇士（2002年）

## 歷任球員
投手部份：
陳義信、馬來寶、楊騏嘉、蔡仕偉、楊人豪、渡邊久信、蔡仕勤、澎恰恰
柏林登、鄭衛青、郭文居。
野手部分：
鷹俠、坎沙諾、李奇嶽、吳復連、羅世幸、韓震興、涂鵬斐、布拉德、
陳該發、張天麟、布爾、闕壯鎮、保羅、陳峰民、高正偉

### 累績成績
229勝265敗10和，勝率0.464

## 總教練
- 趙士強（1997年）
- 杜福明（1997年-1999年【第一次】）
- 希爾頓（2000年【第一次】）
- 杜福明（2001年【第二次】）
- 希爾頓（2002年【第二次】）

## 外部連結
- 嘉南勇士在台灣棒球維基館上的頁面（繁體中文）